# Onawanda; or, An Indian's Devotion
Onawanda; or, An Indian's Devotion è un cortometraggio muto del 1909 diretto da J. Stuart Blackton.

## Produzione
Il film fu prodotto dalla Vitagraph Company of America.

## Distribuzione
Distribuito dalla Vitagraph Company of America, il film - un corto di 167 metri - uscì nelle sale cinematografiche statunitensi il 28 settembre 1909 con il sistema split-reel, abbinato nelle proiezioni con un altro cortometraggio, The Romance of an Umbrella (1909).